# L'Écuyère

L'Écuyère est un film muet français réalisé par Léonce Perret et sorti en 1922.

## Fiche technique
- Réalisation : Léonce Perret
- Scénario : Léonce Perret, d'après le roman de Paul Bourget
- Chefs-opérateurs : Paul Guichard, Jacques Montéran
- Cadreur : Jacques Bizeul
- Société de production : Pathé Consortium Cinéma
- Pays de production : France
- Format : Muet - Noir et blanc - 1,33:1 - 35 mm
- Date de sortie :
  - France : 15 septembre 1922

## Distribution
- Jean Angelo : le comte Guy de Maligny
- Gladys Jennings : Miss Hilda Campbell, l'écuyère
- Valentine Petit : la comtesse de Maligny
- Jane Faber : Mademoiselle Tournade
- Marcya Capri : La Barienta
- Henry Houry : Jack Corbin
- Yvonne Desvignes : Mademoiselle d'Albiac
- Ernest Maupain : Bob Campbell
- Albert Mayer : le vagabond
- Edmond Bréon
- Jules de Spoly
- Pierre Juvenet